# Má vlast
Má vlast (u prijevodu "Moja domovina") je skup šest simfonijskih pjesama koje je između 1874. i 1879. skladao češki skladatelj Bedřich Smetana. 
Iako se često razmatra kao jedinstveno ostvarenje od šest dijelova – uz izuzetak Vltave – te se uvijek tako izvodi, ovih šest skladbi je zamišljeno kao individualna djela. Imale su odvojene premijere između 1875. i 1880.; premijera cjelokupne skladbe održana je 5. 11. 1882. u Pragu, a izveo ju je Adolf Čech, koji je isto izveo dvije odvojene premijere.
U tim djelima Smetana je spojio formu simfonijske pjesme, koju je unaprijedio Franz Liszt, s idealima nacionalne glazbe koji su bili česti u kasnom 19. stoljeću. Sve pjesme opisuju pojedine teme krajolika, povijesti i legende Bohemije.